# Georges Patient
Pour les articles homonymes, voir Patient (homonymie).
Georges Patient, né le 1er avril 1949 à Cayenne, est un homme politique français. Maire de Mana de 1989 à 2017, il est élu sénateur de Guyane en 2008 et vice-président du Sénat de 2020 à 2023.

## Biographie
Fils d'Yves Patient, lui-même ancien maire de Mana, neveu de Jules Patient, premier sénateur de la Guyane, ayant exercé sous la IVe République, et cousin de Serge Patient, ancien président du conseil régional de la Guyane de 1974 à 1980 et écrivain de renom, Georges Patient est sorti de la faculté de Bordeaux diplômé en droit. Il exerce principalement la profession de consultant financier tout en assurant la direction adjointe de la SOFIDEG, société financière de développement de la Guyane.
Il est élu maire de Mana en mars 1989. Lors des élections municipales de 2008, il n'a aucune concurrence puisque sa liste est la seule proposée aux électeurs. Sur 1372 inscrits, il obtient 577 voix soit 79,59 % des votants. Candidat aux élections sénatoriales de 2008, il est élu au second tour, sous l'étiquette divers gauche. Il siège au Sénat en tant qu'apparenté au groupe socialiste. En 2014 et  2020, il est réélu dès le premier tour. Depuis 2017, il fait partie du groupe La République en marche.
Il est vice-président du sénat en 2020.

## Détail des fonctions et des mandats
- 1983 - 1989 : Premier adjoint au maire de Mana (Guyane)
- 1985 - 1998 : Conseiller général du canton de Mana
- 1985 - 1998 : Vice-président du conseil général de la Guyane
- 1989 - 2017 : Maire de Mana - Maire honoraire
- 1994 - 2001 : Président de la communauté de communes de l'Ouest guyanais
- 2001 : réélu conseiller de la CCOG
- 2008 - en cours : Vice-président de l'Association des communes et collectivités des départements d’Outre-Mer
- 2020 - 2022 : Vice-président du Sénat
- 2008 - en cours : Sénateur de la Guyane

## Décoration
- : Chevalier du Mérite agricole (2000)
- : Chevalier de l’Ordre national du Mérite